# Panorpodes paradoxa
Panorpodes paradoxa is een schorpioenvlieg uit de familie van de Panorpodidae. De wetenschappelijke naam van de soort is voor het eerst geldig gepubliceerd door McLachlan in 1875.
De soort komt voor in Japan.